# آرتور ادموند کرو

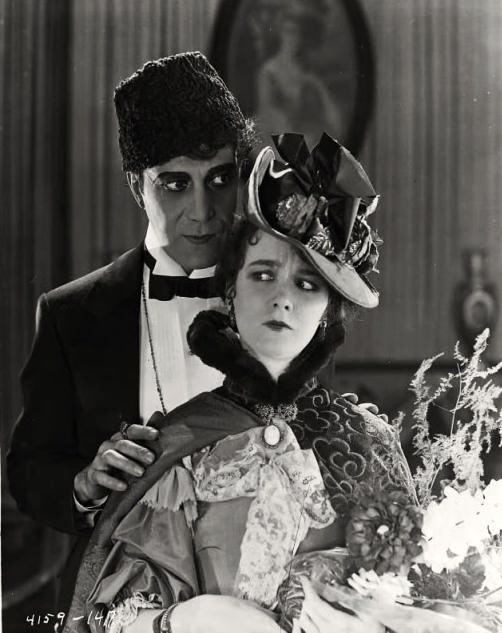
آرتور ادموند کرو و ماری فیلبین در شبح اپرا (۱۹۲۵)

آرتور ادموند کرو (ارمنی: Արթուր Էդմունդ Քեյրվի; انگلیسی: Arthur Edmund Carewe؛ ۳۰ دسامبر ۱۸۸۴ – ۲۲ آوریل ۱۹۳۷) یک بازیگر سینما و تئاتر ارمنی-آمریکایی در دوره فیلم صامت و اوایل فیلم ناطق بود.

## ابتدای زندگی
وی با نام هُوسپ هُوسپیان (انگلیسی: Hovsep Hovsepian; ارمنی: Հովսեփ Հովսեփյան) در ترابزون امپراتوری عثمانی زاده شد.

## زندگی خصوصی
کرو در تاریخ ۱۷ فرویه ۱۹۱۵ در شیکاگو با خواننده سوپرا ایرنه پاولوفسکا (née Irene Levi) ازدواج نمود اما در سال ۱۹۲۱ از وی طلاق گرفت.

## سال‌های پایانی عمر و مرگ
کوتاه‌مدت پس از اکران آخرین فیلمش اسرار چارلی چن در سال ۱۹۳۶ کرو دچار سکته مغزی شد. در تاریخ ۲۲ آوریل ۱۹۳۷ جسد وی در خودرویش در پارکینگ متلی در ساحل سنتا مونیکا، کالیفرنیا پیدا شد که با شلیک گلوله به سرش به زندگی خویش پایان داده بود.

## گزیده فیلم‌شناسی
- دختران (۱۹۱۹)
- ده فرمان (۱۹۲۳)
- شبح اپرا (۱۹۲۵)
- دیپلماسی (۱۹۲۶)
- گربه و قناری (۱۹۲۷)
- کلبه عمو تام (۱۹۲۷)
- دکتر ایکس (۱۹۳۲)
- معمای موزه موم (۱۹۳۳)